# El baile (pel·lícula)
El baile és una pel·lícula espanyola de 1959 dirigida per Edgar Neville, segons l'obra de teatre del mateix Neville

## Sinopsi
Principis del segle xx. Pedro i Julián, amics des de la infància, estan units per dues passions: l'entomologia i l'amor per Adela. Encara que Adela tria a Pedro, Julián no es rendeix i està disposat a continuar lluitant pel seu amor mentre visqui. Per part seva, Adela, que és jove i bonica, no es resigna a passar-se tota la vida tancada entre animalons. Vol viure la vida, anar als balls, coquetejar. I la desgràcia arriba… això és "el ball", el ball aquest al qual sempre volen assistir però que la confortabilitat o el conformisme els fa resistir-se a anar-hi una vegada i una altra. La pel·lícula és completament teatral, perquè gairebé tot succeeix en una habitació. La història es divideix en tres actes: Joventut cap al 1915, maduresa cap als anys 30 i vellesa en els anys 50.

## Repartiment
- Conchita Montes - Adela / Adeita
- Albert Closas - Pedro
- Rafael Alonso - Julián

## Premis
Medalles del Cercle d'Escriptors Cinematogràfics
| Categoria              | Pel·lícula    | Resultat  |
| ---------------------- | ------------- | --------- |
| Millor actor secundari | Rafael Alonso | Guanyador |